# Allochromasie
Mit Allochromasie (vom griechischen allos: anders, verschieden, und chroma: Farbe) wird die Fremdfarbigkeit eines Stoffes bezeichnet. Ein allochromatischer Stoff ist nicht oder nur schwach farbig, wird aber durch die Verunreinigung mit einer stark färbenden Substanz gefärbt. Die Strichfarbe der meisten allochromatischen Stoffe ist weiß, anders als bei den idiochromatischen Stoffen wie Malachit oder Kupfersulfat, die von sich aus farbig sind. 
Diese färbenden Verunreinigungen sind meist Chromophore, welche Elemente der Übergangsmetalle enthalten. Häufig finden sich Vanadium, Chrom, Mangan, Eisen, Cobalt, Nickel oder Kupfer. Je nach Oxidationsstufe und Komplexbildung können diese Elemente sehr verschiedene Farben zeigen. Ein Beispiel ist Korund (Al2O3): Als reine Substanz ist Korund farblos. Durch Verunreinigungen mit Eisen wird er zum blauen Saphir, durch Chrom zu rotem Rubin. Weitere Beispiele sind Quarz und Feldspat, die je nach Verunreinigung sehr verschiedene Farben zeigen.
Allochromatische und idiochromatische Stoffe werden durch die gleichen Chromophore gefärbt. Der Unterschied ist, dass das färbende Element in ersteren nur in Spuren vorkommen, so dass sie in einer chemischen Formel nicht erwähnt werden, in letzteren aber so häufig, dass sie in der Formel aufgeführt werden müssen. Ein Beispiel ist dreiwertiges Chrom (Cr3+), welches im Korund zu einem geringen Teil Aluminiumkationen (Al3+) ersetzt und ihn so zum roten Rubin macht. Als reines Chrom(III)-oxid (Cr2O3) wird es als grünes Pigment Chromoxidgrün verwendet.
Eine dritte Gruppe bilden die pseudochromatischen Stoffe, die ihre Farbe optischen Effekten, insbesondere der Interferenz in dünnen Schichten verdanken. Beispiele sind der schillernde Ammolit oder die Anlauffarben des Bornits.